# 2009 CBL 챔피언 시리즈
2009 CBL 챔피언 시리즈는 양대 리그 상위 2개팀이 결승 토너먼트를 가지는 방식으로 대체되었고, 2승을 차지한 베이징 타이거즈가 챔피언에 등극하는 영광을 누리게 되었다.

## 경기 결과
| 일정     | 승리팀            | 패전팀            | 점수 |
| -------- | ----------------- | ----------------- | ---- |
| 6월 12일 | 베이징 타이거즈   | 상하이 골든이글스 | 5-4  |
| 6월 12일 | 광둥 레오파스     | 톈진 라이온스     | 6-5  |
| 6월 13일 | 상하이 골든이글스 | 톈진 라이온스     | 5-0  |
| 6월 13일 | 광둥 레오파스     | 베이징 타이거즈   | 7-1  |